# World Games 2022/Beachhandball
Bei den World Games 2022 wurden vom 11. bis 15. Juli 2022 zwei Wettbewerbe im Beachhandball durchgeführt.

## Hintergründe
Wie alle Wettbewerbe der World Games 2022 fanden die Wettbewerbe aufgrund der COVID-19-Pandemie mit einem Jahr Verspätung statt. Qualifiziert waren je acht Mannschaften beider Geschlechter aus insgesamt 13 Nationen. Die Gastgeber aus den USA sowie Dänemark und Argentinien waren mit beiden Mannschaften qualifiziert. Aufgrund von Reiseproblemen konnten beide dänische Mannschaften nicht rechtzeitig anreisen und fielen ebenso wie die vietnamesische Frauen-Nationalmannschaft aufgrund der COVID-19-Pandemie für die World Games aus. Somit wurden die Wettkämpfe nur noch mit sechs Mannschaften bei den Frauen und sieben Mannschaften bei den Männern durchgeführt.
Der Spielort war auf dem Gelände der National Historic Landmark Sloss Furnaces errichtet, einem unter Denkmalschutz stehenden ehemaligen Stahlwerk, das von 1882 bis 1971 in Betrieb war. Es gab zwei Plätze, somit wurden maximal zwei Spiele zur selben Zeit ausgetragen. Bei den 42 Spielen kam der zweite Platz nur neun Mal als paralleler Spielort zum Einsatz, die übrigen 33 Spiele fanden alle auf dem Hauptplatz statt.
| Frauen Details | Birmingham, Vereinigte Staaten | Deutschland | 2:0 | Norwegen | Argentinien | 2:0 | Vereinigte Staaten |
| Männer Details | Birmingham, Vereinigte Staaten | Kroatien    | 2:1 | Katar    | Brasilien   | 2:0 | Vereinigte Staaten |

## Platzierungen
| Nation             | Frauen | Männer |
| ------------------ | ------ | ------ |
| Argentinien        | 03     | 05     |
| Australien         | 06     | 0–     |
| Brasilien          | 0–     | 03     |
| Dänemark           | 0X     | 0X     |
| Deutschland        | 01     | 0–     |
| Katar              | 0–     | 02     |
| Kroatien           | 0–     | 01     |
| Mexiko             | 05     | 0–     |
| Norwegen           | 02     | 0–     |
| Neuseeland         | 0–     | 07     |
| Puerto Rico        | 0–     | 06     |
| Vereinigte Staaten | 04     | 04     |
| Vietnam            | 0X     | 0–     |
| Teilnehmerzahl     | 6 (8)  | 7 (8)  |

| Legende | Legende | Legende | Legende                                             |
| ------- | ------- | ------- | --------------------------------------------------- |
| 1       | 2       | 3       | Podest-Platzierungen                                |
| 4       | 4       | 4       | vierter Halbfinalist                                |
| X       | X       | X       | Mannschaft zunächst gemeldet, aber nicht angetreten |

## Offizielle
Schiedsrichter
Für die EHF Beachhandball Championship wurden sieben Schiedsrichterpaare von der EHF berufen. Sowohl die weiblichen Paarungen als auch die männlichen Paarungen wurden wie im Beachhandball üblich ohne Rücksicht auf die Geschlechter in beiden Turnieren eingesetzt.
| - Nichlas Nygaard - Jonas Primdahl - Héctor Orjuela - J. Camilo Salamanca | - Tea Lacković - Nataša Višnjić - Josue Reséndiz - Jesús Ruiz | - Laura Buchón-Perea - Patricia del Valle Encuentra - Boris Mandak - Mario Rudinsky | - Pablo Martinez Isola - Luis Monico Ottado |